# Halichoeres burekae
Halichoeres burekae Weaver & Rocha, 2007 è un pesce di acqua salata appartenente alla famiglia Labridae.

## Distribuzione e habitat
Proviene dalle barriere coralline dell'ovest dell'oceano Atlantico, in particolare dal golfo del Messico. Nuota nelle zone ricche di spugne e coralli fino a 24 m di profondità.

## Descrizione
Presenta un corpo allungato e con la testa dal profilo appuntito. La lunghezza massima registrata per questa specie è di 7,7 cm. Le femmine sono prevalentemente arancioni o rosate. I maschi adulti sono molto colorati, e la loro livrea varia dal blu violaceo al verde-giallastro. Sul peduncolo caudale è presente una macchia nera.

## Biologia

### Comportamento
Nuota in gruppi con Bodianus rufus, Chromis multilineata, raramente Clepticus parrae, e con Thalassoma bifasciatum. Non forma mai comunque banchi molto ampi.

### Alimentazione
La sua dieta è prevalentemente carnivora, composta da plancton e copepodi.

### Riproduzione
È oviparo e la fecondazione è esterna; non ci sono cure verso le uova. Il maschio corteggia la femmina nuotandole rapidamente attorno con la pinna dorsale eretta e mordicchiandole le pinne. Talvolta i maschi sono stati osservati competere per una femmina.

## Conservazione
Questa specie viene classificata come "dati insufficienti" (DD) dalla lista rossa IUCN perché non sono note minacce ma la specie è ancora troppo poco conosciuta.